# 爱德华·诺瓦克
爱德华·诺瓦克（捷克語：Eduard Novák，1946年11月27日—2010年10月20日），捷克男子冰球运动员。他曾代表捷克斯洛伐克国家队参加1972年和1976年冬季奥林匹克运动会冰球比赛，获得一枚银牌和一枚铜牌。